# F351 Fylla
 For alternative betydninger, se Fylla. (Se også artikler, som begynder med Fylla)
Fylla, med skrognummer F351, var et dansk inspektionsskib. Hans Hedtoft-katastrofen den 30. januar 1959 ved Grønland bevirkede, at der blev bygget fire inspektionsskibe af Hvidbjørnen-klassen i starten af 1960'erne. Hvidbjørnen-klassen bestod, foruden Fylla, af inspektionsskibene Hvidbjørnen, Vædderen og Ingolf.
Skibet medførte helikopter, fra starten en fransk Alouette III, som senere afløstes af den britiske Westland Lynx.
I 1976 blev endnu et inspektionsskib bygget. Det nye skib, som kun overfladisk lignede de fire øvrige, hed Beskytteren. Beskytteren skulle supplere de fire inspektionsskibe af Hvidbjørnen-klassen, idet ændringen af fiskerigrænserne fra 12 til 200 sømil nødvendiggjorde en langt mere intensiveret fiskeriinspektion.

## Andet
Til afløsning af Beskytteren og Hvidbjørnen-klassen blev i starten af 1990'erne bygget fire inspektionsskibe af Thetis-klassen.